# برنارد مارتن
برنارد مارتن (بالإنجليزية: Bernard Martin)‏ هو سياسي نيوزلندي، ولد في 1882 في إنجلترا في المملكة المتحدة، وتوفي في 4 يونيو 1956. حزبياً، نشط في حزب العمال النيوزيلندي.